# Anton van den Wyngaerde

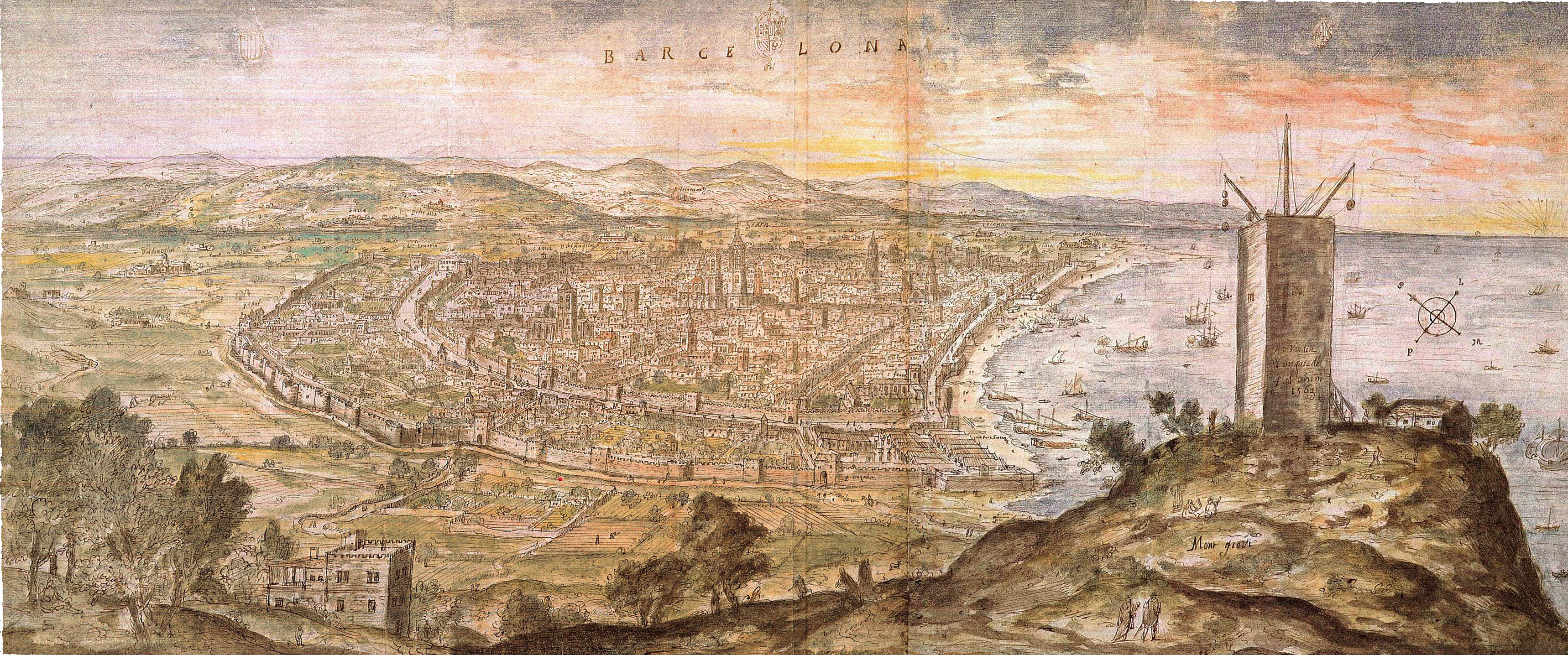
Vista de Barcelona del 1563.

Anton van den Wyngaerde, també anomenat Anthonis van den Wijngaerde, Antonio de las Viñas, Antoine de la Vigne o Antonio de Bruxelas (nascut probablement a Anvers entre 1510 i 1525 - mort a Madrid, 1571), fou un dibuixant de paisatges i vistes-mapa de ciutats flamenc contractat pel monarca espanyol Felip II per a realitzar un inventari gràfic de les principals ciutats i punts fortificats de la Corona de Castella i de la Corona d'Aragó.

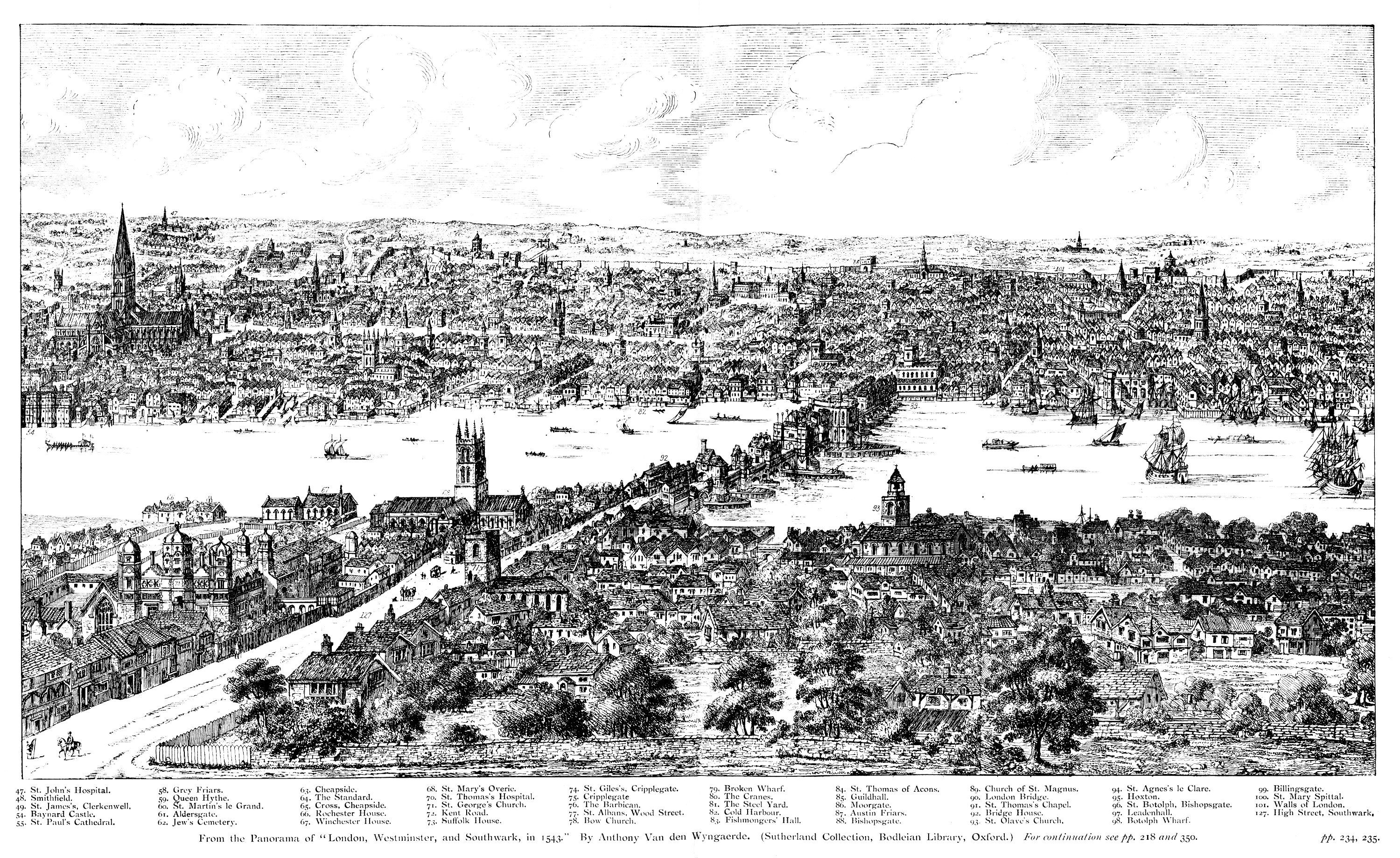
Fragment d'una vista de Londres, 1543.
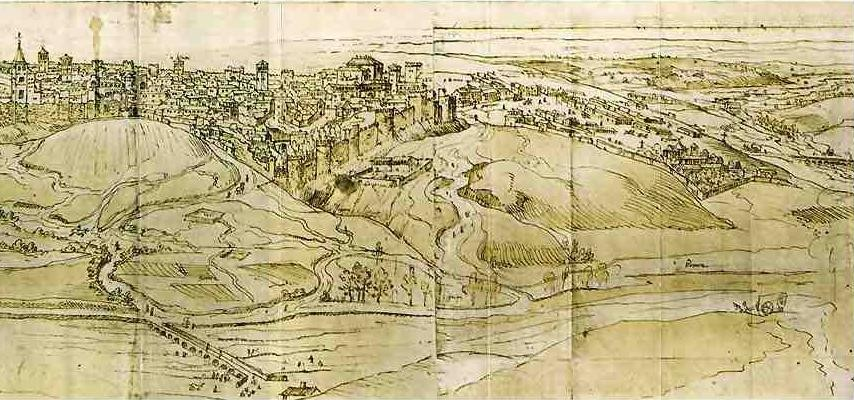
Fragment d'una vista de Madrid, 1562.
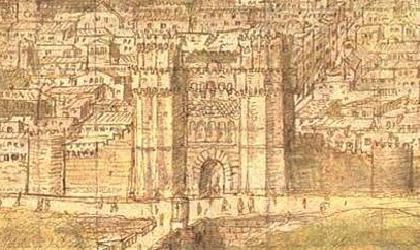
Torres de Serrans el 1563, València.

Es coneix poc de la seva biografia, però els seus dibuixos delaten el seu pas per diferents ciutats, sembla que ja havia treballat per Felip II entre 1543 i 1550 realitzant "Panorama de Londres". Posteriorment comença una tasca sistemàtica que el porta a dibuixar el 1562 Segòvia o Madrid i algunes ciutats de la Corona d'Aragó el 1563, en aquesta època dibuixà Daroca, Saragossa, Montsó, Lleida, Cervera, Montserrat, Barcelona, Tarragona, Tortosa, Morvedre, València, l'Albufera i el Grau, Xàtiva, Almansa i Chinchilla de Monte-Aragón. Entre 1564 i 1570, un any abans de morir, viatjà per diferents ciutats d'Andalusia i Castella la Vella realitzant un testimoni excepcional de l'Espanya del Segle d'Or.